# 472
472 (CDLXXII) var ett skottår som började en lördag i den julianska kalendern.

## Händelser

### Okänt datum
- Förhållandet mellan kejsar Anthemius och general Ricimer ödeläggs helt. Ricimer utropar Olybrius till kejsare och sätter Rom, där Anthemius befinner sig, under belägring. Anthemius fångas och mördas, när han försöker fly från staden.
- Gundobad efterträder Ricimer som patricius i Rom.
- Vulkanen Vesuvius får ett utbrott.

## Avlidna
- 11 juli – Anthemius, västromersk kejsare (dödad).
- 18 augusti – Ricimer, romersk patricius och västromerska rikets starke man (malign feber).
- 23 oktober – Olybrius, västromersk kejsare.
- Song Mingdi härskare av den kinesiska Liu Songdynastin.